# Oenochroma subustaria
Oenochroma subustaria är en fjärilsart som beskrevs av Walker 1860. Oenochroma subustaria ingår i släktet Oenochroma och familjen mätare. Inga underarter finns listade i Catalogue of Life.

## Bildgalleri

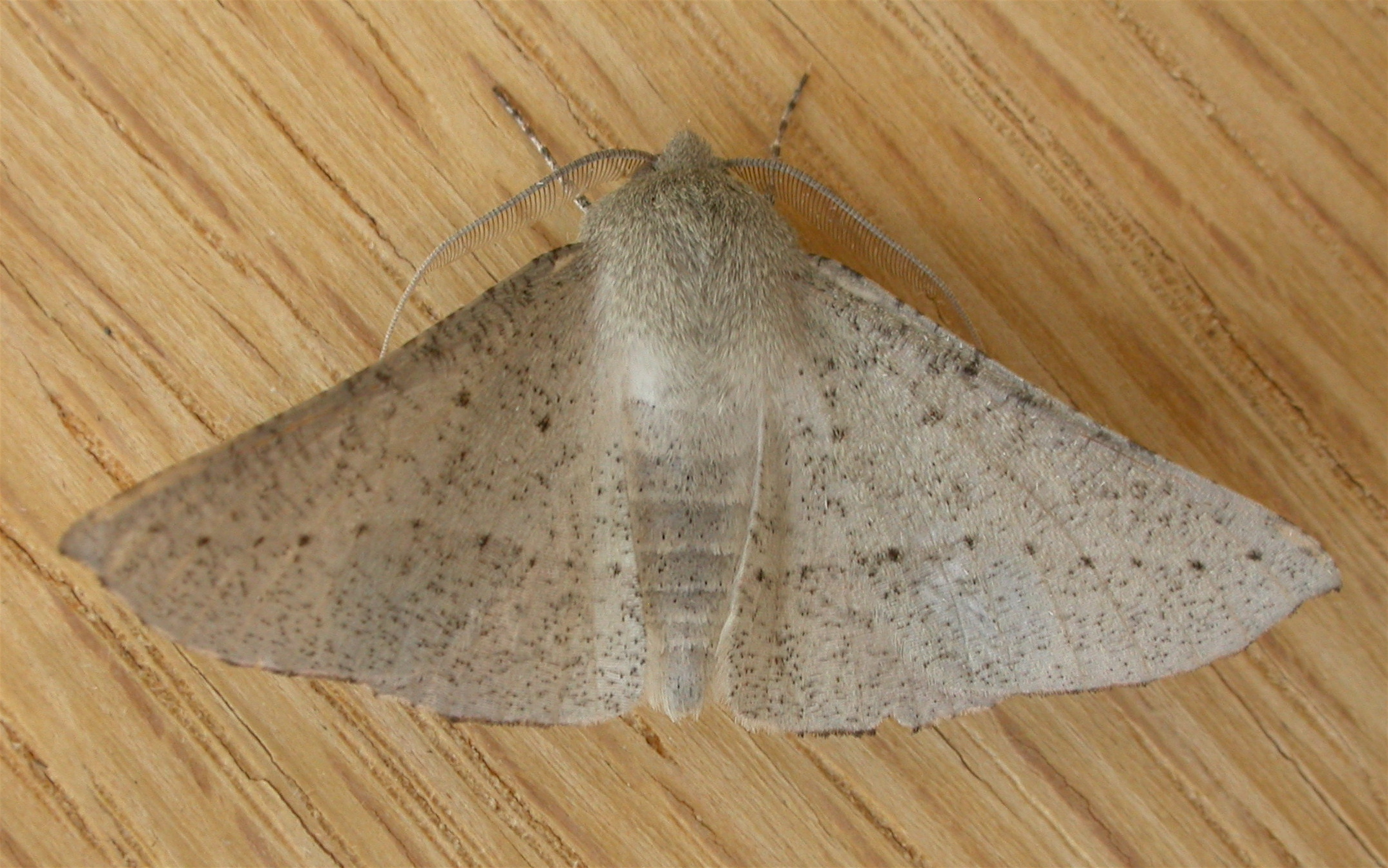